# Tankmonument (17pdr SP Achilles, La Roche-en-Ardenne)

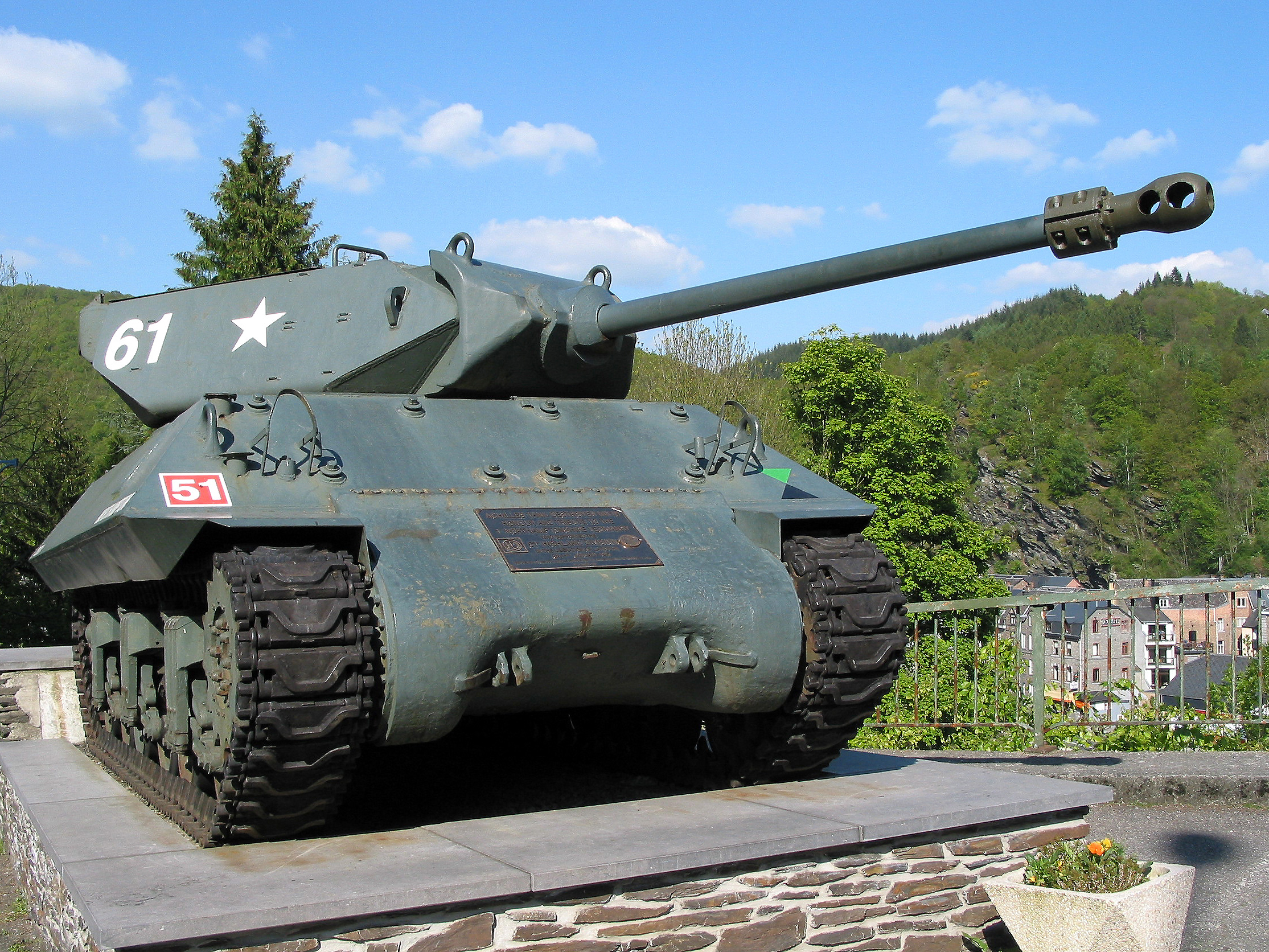
De 17pdr SP Achilles in La Roche

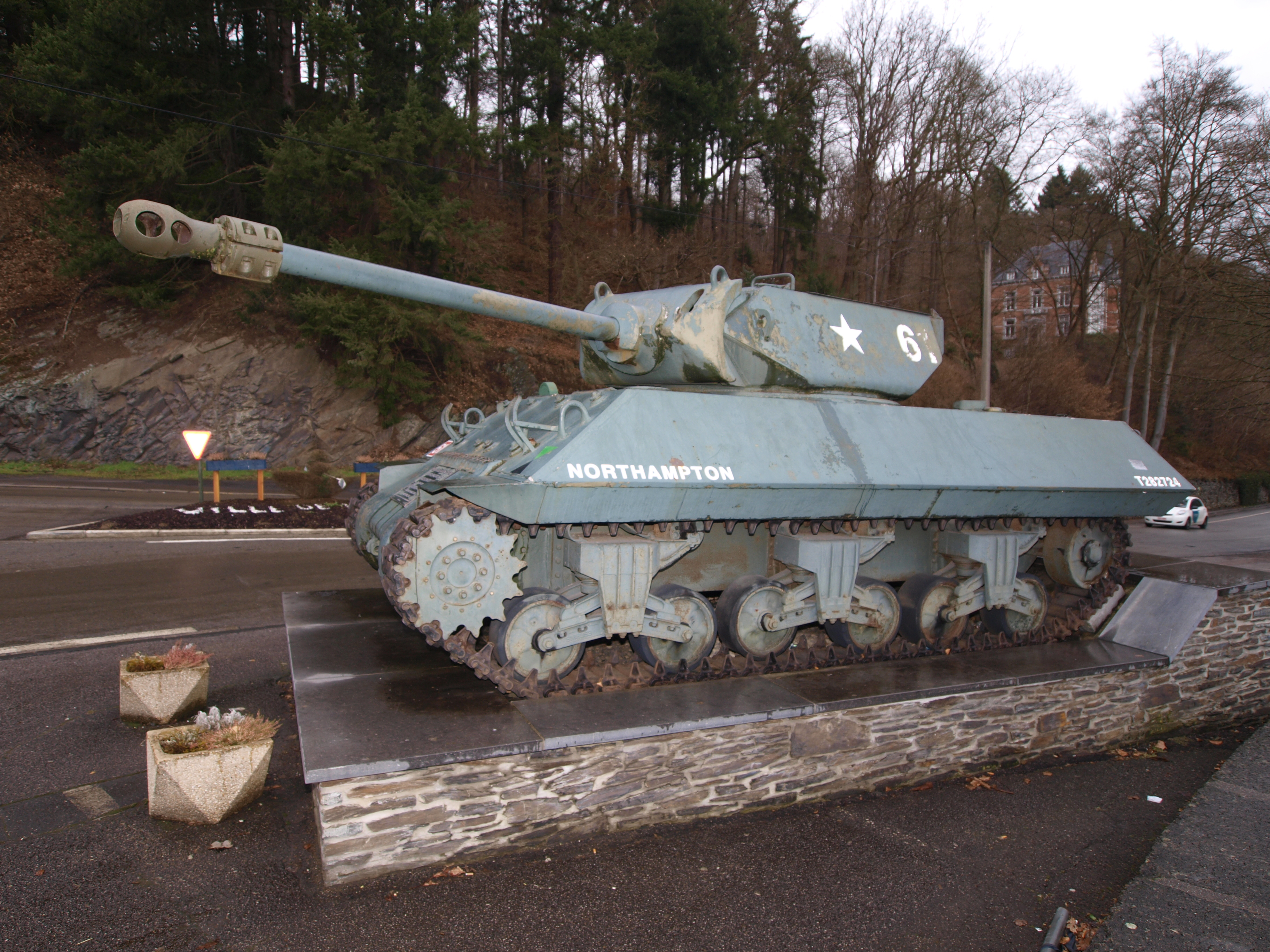
17pdr SP Achilles

Het Tankmonument is een oorlogsmonument in de Belgische stad La Roche-en-Ardenne. Het tankmonument staat naast de N833 aan de noordwestkant van de plaats, uitkijkend over het stadje en de Ourthe die aan de voet van de helling stroomt.
Aan de voet van de helling aan de overzijde van de Ourthe staat een tweede tankmonument, een M4A1 Sherman.

## Geschiedenis
Nadat in december 1944 de Duitsers La Roche opnieuw veroverd hadden, werd op 11 januari 1945 La Roche weer bevrijd tijdens de Slag om de Ardennen. Nadien werd deze tank met plaquette geplaatst ter ere van de Britse eenheden die het stadje bevrijd hadden (met name het 1e Northamptonshire Yeomanry, een onderdeel van de 51e (Hoogland) Infanteriedivisie).
Op de toelichtende plaquette valt het volgende te lezen:
"ACHILLES TANK DESTROYER MK10
HONOUR AND TRIBUTE TO THE
1ST NORTHHAMPTONSHIRE YEOMANRY
WHO SUPPORTED THE
51ST HIGHLAND DIVISION
IN THE LIBERATION OF LA ROCHE
RESTORED BY MUSEE DE LA BATAILLE DES ARDENNES IN PARTNERSHIP WITH THE TOWN OF LA ROCHE 11ST JANUARY 2000"

## Voertuig
Het voertuig op het monument is een tankjager van het type 17pdr SP Achilles (17 pounder, Self-Propelled, Achilles), een Britse variant op de Amerikaanse M10. De tankjager is gerestaureerd door het Musée de la Bataille des Ardennes.